# Mistrovství světa v zápasu ve volném stylu 1990
Mistrovství světa v zápasu ve volném stylu 1990 se uskutečnilo ve třech zemích. Volný styl mužů v japonském Tokiu, řecko-římský styl mužů v italské Ostii jež je součástí Říma a volný styl žen ve švédském Luleå.

## Přehled medailí

### Volný styl muži
| Kategorie | Zlato               | Stříbro               | Bronz                   |
| --------- | ------------------- | --------------------- | ----------------------- |
| 48 kg     | Aldo Martínez       | Marian Nedkov         | Takaši Kobajaši         |
| 52 kg     | Madžíd Torkán       | Valentin Jordanov     | Aslan Agajev            |
| 57 kg     | Alejandro Puerto    | Rumen Pavlov          | Sergej Smal             |
| 62 kg     | John Smith          | Rosen Vasilev         | Gadži Rašidov           |
| 68 kg     | Arsen Fadzajev      | Georgios Athanasiadis | Jesús Rodríguez         |
| 74 kg     | Rachmat Sukra       | Nasir Gadžichanov     | Amír'rezá Chádem        |
| 82 kg     | Jozef Lohyňa        | Royce Alger           | Puntsagiin Sükhbat      |
| 90 kg     | Macharbek Chadarcev | Christopher Campbell  | Mohammad Hassan Mohebbi |
| 100 kg    | Leri Chabelovi      | Stojan Nenčev         | Kirk Trost              |
| 130 kg    | Davit Gobedžišvili  | Bruce Baumgartner     | Hayri Sezgin            |

### Volný styl ženy
| Kategorie | Zlato            | Stříbro            | Bronz            |
| --------- | ---------------- | ------------------ | ---------------- |
| 44 kg     | Šoko Jošimura    | Marie Ziegler      | Chen Huei-hsiang |
| 47 kg     | Åsa Pedersen     | Afsoon Roshanzamir | Huang Yu-hsin    |
| 50 kg     | Martine Poupon   | Helena Honkamaa    | Trine Bentzen    |
| 53 kg     | Sylvie Van Gucht | Jošiko Endo        | Lotte Søvre      |
| 57 kg     | Gudrun Høie      | Olga Lugo          | Rjóko Sakamoto   |
| 61 kg     | Brigitte Siffert | Kimie Hošikawa     | Ine Barlie       |
| 65 kg     | Akiko Iijima     | Ling Wu-mei        | Line Johansen    |
| 70 kg     | Rika Iwama       | Emmanuelle Blind   | Laura Martínez   |
| 75 kg     | Jajoi Urano      | Ma Su-hui          | Helen Mitzifri   |

## Týmové hodnocení
| Pořadí | Muži volný styl        | Muži volný styl | Ženy volný styl | Ženy volný styl |
| Pořadí | Tým                    | Body            | Tým             | Body            |
| ------ | ---------------------- | --------------- | --------------- | --------------- |
| 1      | Sovětský svaz          | 80              | Japonsko        | 79              |
| 2      | Spojené státy americké |                 | Norsko          | 56              |
| 3      | Bulharsko              | 72              | Tchaj-wan       | 48              |